# بني موسى (المغرب)
بني موسى هي قبيلة مغربية من أصل أمازيغي من قبيلة زناتة الأمازيغية. وهي جزء من حلف قبائل تادلا.
تعتبر بني موسى من القبائل المستعربة في المنطقة كما الحال في الشاوية.